# フェオドシア (小惑星)
フェオドシア (1048 Feodosia) は、小惑星帯にある小惑星。カール・ラインムートがハイデルベルクのケーニッヒシュトゥール天文台で発見した。
クリミア半島の都市、フェオドシヤ（ラテン文字表記の例:Feodosiya）に因んで名付けられた。
2002年3月に関東地方で掩蔽が観測された。